# Maison forte de Charmes
La maison forte de Charmes est une ancienne place-forte située  à Charmes (Côte-d'Or) en Bourgogne-Franche-Comté. Le château édifié en village est accessible de la RD 25c par une courte allée rectiligne.

## Historique
Edifiée au XVIe siècle, la demeure est attestée en 1728 par un dénombrement faisant état d'un « château fossoyé, maison, caves, grenier, grange, écuries, four, colombier, cour...". Les bâtiments conservés ont été remaniés depuis : le colombier est transformé en logis d'appoint, la grange érigée au XIXe siècle a pris la place d'un bâtiment du XVIe siècle, les fossés nord et ouest, encore en eau en 1838, ont été comblés.

## Architecture
La maison forte est constituée de quatre bâtiments autour d'une cour trapézoïdale. Au nord-ouest le bâtiment d'habitation de plan rectangulaire aux toits à longs pans, à croupes comprend un rez-de-chaussée de plain-pied et un haut comble à surcroît . Au sud-ouest, l’ancien colombier de plan carré présente un rez-de-chaussée enterré de quatre marchés, un étage carré, ouvert en façade sur un escalier à volée droite et comble à surcroît avec toit en bâtière. Au nord-est, des communs abritent grange, remise et étables. Au sud-est, un bâtiment approximativement carré, d’un rez-de-chaussée partiellement enterré et un étage carré, abrite une salle basse voûtée en berceau avec archère canonnière dans l'angle postérieur gauche et une salle haute à charpente apparente et sol carrelé avec fenêtre à coussiège.